# Živojin Mišić
Živojin Mišić, cyr. Живојин Мишић (ur. 19 lipca 1855 w Mionicy, zm. 20 stycznia 1921 w Belgradzie) – serbski i jugosłowiański wojskowy, vojvoda (marszałek), dowódca wojsk serbskich podczas I i II wojny bałkańskiej, w czasie I wojny światowej dowódca 1 Armii. W 1914 autor zwycięstwa serbskiego nad armią austro-węgierską w bitwie nad rzeką Kolubarą, w 1918 współautor zwycięstwa nad armią bułgarską pod Dobro Polem.

## Życiorys

### Młodość
Živojin Mišić urodził się we wsi Mionica w Serbii w biednej rodzinie jako jedno z trzynaściorga dzieci Radovana i Adeliji. Już w wieku 6 lat pomagał rodzinie jako pasterz. Edukację zaczął w szkole powszechnej w Kragujevacu, a następnie kontynuował ją w gimnazjum w Kragujevacu i Belgradzie. Następnie wstąpił do Akademii Wojskowej, którą ukończył w roku 1885. Szybko zebrał swoje pierwsze doświadczenia wojenne. Uczestnik wojny serbsko-tureckiej (1876–1878), której skutkiem Serbia odzyskała niepodległość. W 1878 awansowany do stopnia porucznika piechoty. Jako młody oficer dowodził 1. kompanią 5 regimentu piechoty z Drinska w wojnie serbsko-bułgarskiej (1885), zakończonej porażką Serbów. Po przewrocie majowym i zabójstwie niepopularnego w społeczeństwie króla Serbii Aleksandra I Obrenowicia zwolniony z armii i przeniesiony w stan spoczynku. Do służby został przywrócony za osobistym wstawiennictwem szefa sztabu serbskiej armii generała Radomira Putnika, który widział w nim młodego, zdolnego oficera. Podczas kryzysu bośniackiego w 1908 zastępca szefa sztabu generała Radomira Putnika.

### Wojny bałkańskie
W 1912 uczestnik I wojny bałkańskiej, w której zebrał dalsze doświadczenie wojenne i osiągnął duże sukcesy militarne w starciach z armią turecką. Po zwycięskiej bitwie pod Kumanowem, gdzie wojska serbskie pokonały armię turecką Zeki Paszy awansowany do stopnia generała. Brał udział w II wojnie bałkańskiej (1913), która wybuchła w związku z nieporozumieniami dotyczącymi podziału zdobyczy z poprzedniej wojnie między dotychczasowymi sojusznikami Serbią, Grecją a Bułgarią. Jako zastępca szefa sztabu gen. Putnika uczestnik decydującej bitwy z wojskami bułgarskimi nad rzeką Bregałnicą, zakończonej zwycięstwem serbskim.

### I wojna światowa
Podczas kryzysu w stosunkach serbsko-austriackich w lipcu 1914 po zabójstwie arcyksięcia Franciszka Ferdynanda efektywnie zastępował szefa sztabu gen. Putnika, który przebywał na leczeniu na Węgrzech. Po wybuchu I wojny światowej mianowany przez króla Piotra I dowódcą obrony granicy serbskiej przed inwazją Austro-Węgier. W sierpniu 1914 uczestnik walk obronnych, umiejętnie współpracował z 2 Armią serbską gen. Stepy Stepanovicia, która pokonała armię austriacką w bitwie pod górą Cer (16–19 sierpnia). W grudniu 1914 dowodził siłami serbskimi w bitwie nad rzeką Kolubarą. Bitwa ta zakończyła się spektakularnym zwycięstwem 1 Armii serbskiej (autorem planów był vojvoda Radomir Putnik) nad 6 Armią armią austro-węgierską gen. Potiorka. W krytycznym momencie bitwy zastąpił rannego generała Petara Bojovicia na stanowisku dowódcy 1 Armii serbskiej. W dużej mierze dzięki osobistym zdolnościom i wysiłkowi Živojina Mišicia, bitwa zakończyła się zwycięstwem serbskim i odparciem 450 tysięcznych sił austro-węgierskich. Skutkiem bitwy nad Kolubarą było odbicie Belgradu i wkroczenie wojsk serbskich na terytorium nieprzyjaciela, co wywołało szok w całych Austro-Węgrzech. Front serbski do jesieni 1915 ustabilizował się na linii rzek Dunaj – Sawa – Drina. W uznaniu ogromnych zasług dla obrony państwa serbskiego końcem 1914 Živojin Mišić został awansowany do najwyższego serbskiego stopnia wojskowego vojvody (marszałka).
W 1915 roku na czele 1 Armii stacjonował w Kosowie, gdzie dokonywał przegrupowania i uzupełnienia sił serbskich oraz planował działania wojenne przeciwko Austro-Węgrom. Na jesieni 1915 państwa centralne (Austro-Węgry, Niemcy, Bułgaria) podjęły ofensywę na Serbię. Wobec zdecydowanej przewagi nieprzyjaciela Mišić zmuszony był skierować swoje wojska do Czarnogóry, a następnie do Albanii, gdzie wycofująca się w ciężkich warunkach armia serbska poniosła duże straty. Po przegrupowaniu sił serbskich na wyspie Korfu, Mišić we wrześniu 1916 roku został mianowany dowódcą armii serbskiej w Monastirze, a następnie na froncie salonickim (1 Armia). W tym samym roku mianowany Szefem Sztabu serbskiej armii w miejsce schorowanego Radomira Putnika. Funkcję tę pełnił do końca wojny. W 1918 dowodził zwycięskimi działaniami armii serbskiej na froncie salonickim. Brał udział w walkach nad rzeką Wardar, gdzie z sukcesami odparł ataki bułgarskie. 15 września 1918 wojska serbskie wraz z sojuszniczymi wojskami francuskimi gen. Louisa Francheta d’Espérey’a zadały decydującą klęskę wojskom bułgarskim w bitwie pod Dobro Polem w Macedonii. Zwycięstwo to doprowadziło do przerwania frontu pod Salonikami i ostatecznego pokonania Bułgarii. Pod koniec wojny jego wojska wkroczyły, a następnie okupowały południową część terytorium Austro-Węgier.
Zmarł w Belgradzie 20 stycznia 1921 roku. Pod koniec życia pisał pamiętniki z okresu wojen bałkańskich.